# Lluís Dalmau

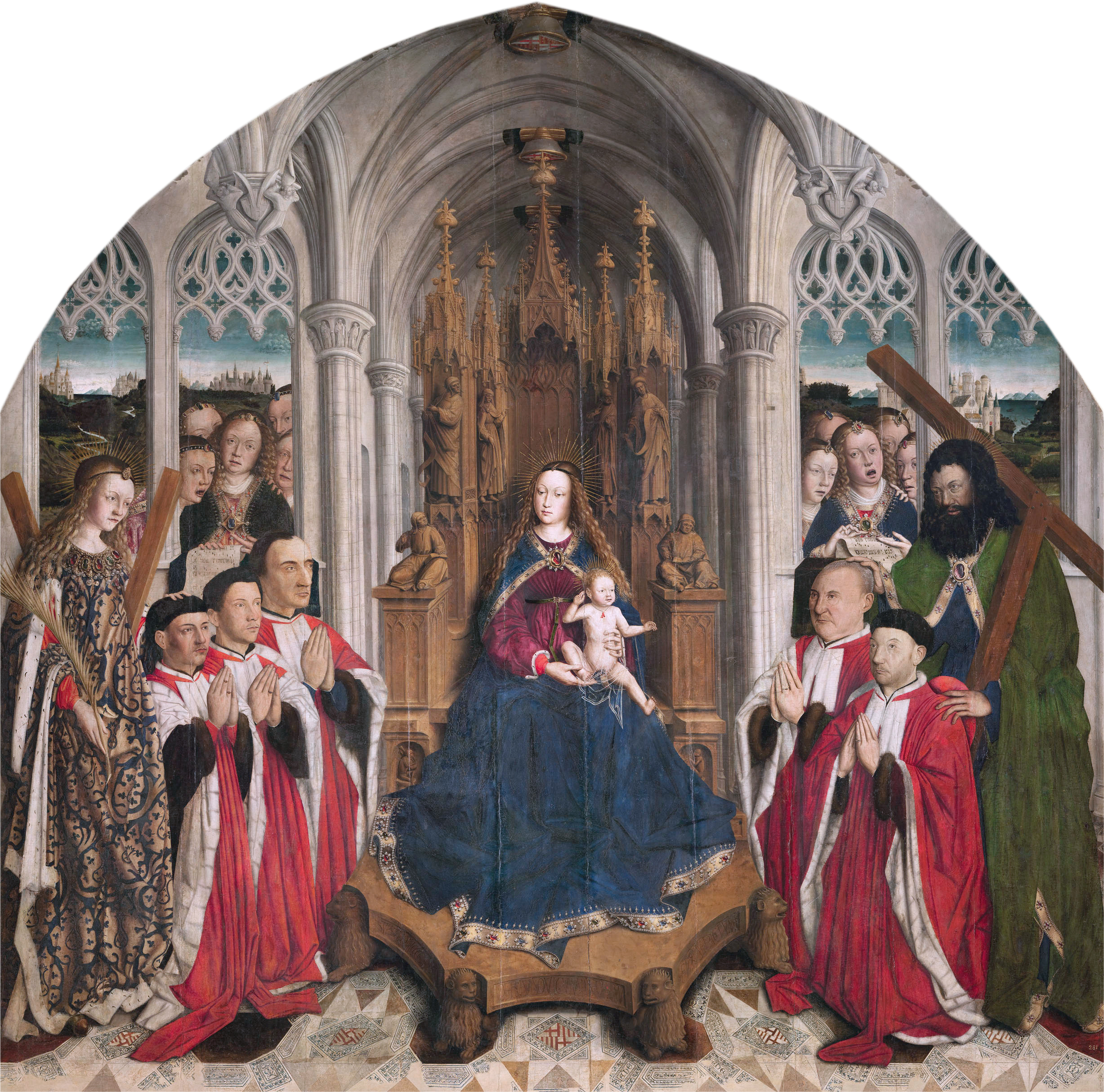
Virgen dels Consellers (ca.1445), een schilderij uit de collectie van het Museu Nacional d'Art de Catalunya in Barcelona

Lluís Dalmau (Valencia, ? - Barcelona, rond 1460) was een gotisch kunstschilder en een van de hoofdfiguren van de Catalaanse gotiek, die voor het koninklijke hof werkt onder het bestuur van Alfons el Magnànim. 
In opdracht van koning Alfons V maakt hij een reis naar de Nederlanden, tussen 1431 en 1436. Daar leert hij de Vlaamse schilderkunst kennen en in het bijzonder de kunst van Jan van Eyck, waarna hij de internationale gotische stijl en de olieverftechniek in Catalonië ingang doet vinden.
Er zijn slechts twee werken die op grond van documenten aan Lluís Dalmau kunnen worden toegeschreven: het "Moeder-Godsretabel van de  Raadsheren" (1443-1445), een opdracht van de "Consell de Cent" (Raad van de Honderd) bestemd voor de kapel van het stadhuis, en het centrale paneel van het "Retabel van Sant Baldiri" (1448), bestemd voor de parochiekerk van Sant Boi te Llobregat.
Er wordt hem ook de decoratie toegeschreven van een gewelf van de nis van de graftombe van Sança Ximenis de Cabrera in de kathedraal van Barcelona en er zijn documenten die aangeven dat hij ook opdracht heeft gekregen voor retabels voor de Santa Maria del Mar, de kapel van Sant Elm en het klooster van Santa Clara te Barcelona en een ander in Mataró.